# Gene Strenicer
Jeno Strenicer, meglio conosciuto con il nome Gene (Budapest, 12 agosto 1945), è un ex calciatore ungherese naturalizzato canadese, di ruolo centrocampista e difensore.

## Carriera

### Club
Nativo dell'Ungheria, nel 1973 è ingaggiato dalla franchigia NASL dei Toronto Metros. Nella stagione 1973 con la sua squadra vince la Northern Division, perdendo poi le semifinali contro i futuri campioni dei Philadelphia Atoms. La stagione seguente invece non riesce a superare la fase a gironi del torneo. Dopo aver raggiunto i quarti di finale nella stagione 1975, Strenicer con la sua squadra vinse il campionato 1976, sconfiggendo in finale i Minnesota Kicks, ed in cui Strenicer subentrò a partita in corso a Damir Šutevski.
Dopo un passaggio ai Minnesota Kicks, Strenicer venne ingaggiato dai Chicago Sting, con cui nelle due stagioni di NASL non supera gli ottavi di finale del torneo.
Nella stagione 1980 passa ai Rochester Lancers, con cui però non supera la fase a gironi del torneo nordamericano.
Nel 1984 passa ai Charlotte Gold, franchigia dell'USL, con cui ottiene il secondo posto nella Southern Division, non accedendo alla fase finale del torneo.
Dal 1975 al 1985 si è anche dedicato all'indoor soccer, vincendo tre edizioni della MISL con i New York Arrows.

### Nazionale
Naturalizzato canadese, Strenicer con la nazionale maggiore gioca nove incontri, tra cui otto nelle qualificazioni al campionato mondiale di calcio 1978, non riuscendo a ottenere l'accesso ai mondiali.

## Statistiche

### Cronologia presenze e reti in nazionale
| Cronologia completa delle presenze e delle reti in nazionale ― Canada | Cronologia completa delle presenze e delle reti in nazionale ― Canada | Cronologia completa delle presenze e delle reti in nazionale ― Canada | Cronologia completa delle presenze e delle reti in nazionale ― Canada | Cronologia completa delle presenze e delle reti in nazionale ― Canada | Cronologia completa delle presenze e delle reti in nazionale ― Canada | Cronologia completa delle presenze e delle reti in nazionale ― Canada | Cronologia completa delle presenze e delle reti in nazionale ― Canada |
| Data                                                                  | Città                                                                 | In casa                                                               | Risultato                                                             | Ospiti                                                                | Competizione                                                          | Reti                                                                  | Note                                                                  |
| --------------------------------------------------------------------- | --------------------------------------------------------------------- | --------------------------------------------------------------------- | --------------------------------------------------------------------- | --------------------------------------------------------------------- | --------------------------------------------------------------------- | --------------------------------------------------------------------- | --------------------------------------------------------------------- |
| 8-10-1977                                                             | Monterrey                                                             | Canada                                                                | 1 – 2                                                                 | El Salvador                                                           | Qual. Mondiali 1978                                                   | -                                                                     |                                                                       |
| 12-10-1977                                                            | Città del Messico                                                     | Canada                                                                | 2 – 1                                                                 | Suriname                                                              | Qual. Mondiali 1978                                                   | -                                                                     |                                                                       |
| 16-10-1977                                                            | Città del Messico                                                     | Canada                                                                | 2 – 1                                                                 | Guatemala                                                             | Qual. Mondiali 1978                                                   | -                                                                     |                                                                       |
| 20-10-1977                                                            | Monterrey                                                             | Canada                                                                | 1 – 1                                                                 | Haiti                                                                 | Qual. Mondiali 1978                                                   | -                                                                     |                                                                       |
| 22-10-1977                                                            | Monterrey                                                             | Messico                                                               | 3 – 1                                                                 | Canada                                                                | Qual. Mondiali 1978                                                   | -                                                                     |                                                                       |
| 15-9-1980                                                             | Vancouver                                                             | Canada                                                                | 4 – 0                                                                 | Nuova Zelanda                                                         | Amichevole                                                            | -                                                                     |                                                                       |
| 18-10-1980                                                            | Toronto                                                               | Canada                                                                | 1 – 1                                                                 | Messico                                                               | Qual. Mondiali 1982                                                   | -                                                                     |                                                                       |
| 25-10-1980                                                            | Fort Lauderdale                                                       | Stati Uniti                                                           | 0 – 0                                                                 | Canada                                                                | Qual. Mondiali 1982                                                   | -                                                                     |                                                                       |
| 1-11-1980                                                             | Vancouver                                                             | Canada                                                                | 2 – 1                                                                 | Stati Uniti                                                           | Qual. Mondiali 1982                                                   | -                                                                     | 15’                                                                   |
| Totale                                                                |                                                                       | Presenze                                                              | 9                                                                     |                                                                       | Reti                                                                  | 0                                                                     |                                                                       |

## Palmarès

### Calcio
- Campionato NASL: 1

Toronto Metros-Croatia: 1976

### Calcio indoor
- Major Indoor Soccer League (1978): 3

New York Arrows: 1980, 1981, 1982